# Hermann von Wedel (General, 1848)
Hermann Georg von Wedel (* 14. November 1848 in Blankensee, Kreis Pyritz; † 28. März 1913 in Groß-Lichterfelde) war ein preußischer Generalleutnant.

## Leben

### Herkunft
Hermann war der älteste Sohn des Rittergutsbesitzers Achaz von Wedel (1796–1852) und dessen zweiter Ehefrau Auguste, geborene Laurin (1811–1880). Sein Halbbruder Ernst Achaz von Wedel (1825–1896) war Mitglied des Preußischen Herrenhauses.

### Militärkarriere
Nach seinem Abitur am Gymnasium in Stargard trat Wedel während des Deutschen Krieges als Grenadier in das Ersatz-Bataillon des 2. Garde-Regiments zu Fuß der Preußischen Armee ein und nahm am Feldzug gegen Österreich teil. Nach dem Friedensschluss avancierte er bis Anfang Februar 1868 zum Sekondeleutnant. Im Krieg gegen Frankreich war Wedel 1870/71 bei den Belagerungen von Straßburg und Paris sowie den Kämpfen am Mont Valérien. Für sein Verhalten erhielt er das Eiserne Kreuz II. Klasse und den Sankt-Stanislaus-Orden III. Klasse mit Schwertern.
Am 20. Juni 1872 wurde Wedel zum Adjutanten und untersuchungsführenden Offizier des I. Bataillons ernannt und Anfang September 1874 zum Premierleutnant befördert. Nachdem man ihn von seiner Adjutantenstellung entbunden hatte, wurde er von Anfang November 1875 bis Mitte März 1876 zur Handwaffenrevissions-Kommission sowie von Mitte März bis Ende Juni 1876 zum Lehrkursus der Infanterie-Schießschule kommandiert. Am 15. Mai 1877 stieg Wedel zum Regimentsadjutanten auf und daran schloss sich am 22. März 1881 eine Verwendung als Hauptmann und Chef der 1. Kompanie an. Von Ende Februar 1887 bis Mitte Januar 1888 war er als Adjutant der 2. Garde-Division und anschließend in gleicher Eigenschaft beim Generalkommando des II. Armee-Korps kommandiert. Unter Entbindung von diesem Kommando kehrte Wedel am 13. Juli 1888 kurzzeitig in den Truppendienst zurück, bevor man ihn am 6. November 1888 als Adjutant zum Generalkommando des IX. Armee-Korps kommandierte. Unter Belassung in seinem Kommando und der Beförderung zum Major wurde er am 16. April 1889 in das 5. Thüringische Infanterie-Regiment Nr. 94 (Großherzog von Sachsen) versetzt. Unter Entbindung von seinem Kommando beim IX. Armee-Korps erfolgte am 20. September 1890 seine Ernennung zum Kommandeur des Füsilier-Bataillons im 3. Garde-Grenadier-Regiment Königin Elisabeth und Mitte Juni 1894 stieg er zum Oberstleutnant auf.
Wedel war vom 15. November 1894 bis zum 21. März 1897 etatsmäßiger Stabsoffizier im Kaiser Alexander Garde-Grenadier-Regiment Nr. 1 und anschließend als Oberst Kommandeur des Grenadier-Regiments „König Friedrich Wilhelm IV.“ (1. Pommersches) Nr. 2 in Stettin. Am 20. November 1900 wurde er Kommandeur der 8. Infanterie-Brigade in Gnesen und im Januar 1904 anlässlich des Ordensfestes mit dem Stern zum Kronenorden II. Klasse ausgezeichnet. Mit seiner Beförderung zum Generalleutnant wurde er am 1. Mai 1904 als Kommandeur der 9. Division nach Glogau versetzt. Am 5. April 1906 wurde Wedel mit der gesetzlichen Pension zur Disposition gestellt und anlässlich seiner Verabschiedung verlieh ihm Kaiser Wilhelm II. den Stern zum Roten Adlerorden II. Klasse mit Eichenlaub.

### Familie
Wedel hatte sich am 11. Juni 1874 in Berlin mit Margarethe Cretius (* 1852) verheiratet. Aus der Ehe ging der Sohn Lupold (* 1875) hervor.